# Taffin
Taffin is een Ierse actie-thriller uit 1988, geregisseerd door Francis Megahy. Het verhaal is gebaseerd op de roman van de auteur Lyndon Mallet. Het grote verschil tussen het boek en de film is het personage Taffin, die in het boek wordt beschreven als een niet al te knappe man, maar in de film  wordt geportretteerd door Pierce Brosnan, die hiermee de titelrol speelde in een van zijn eerste speelfilms.

## Verhaal
De Ier Taffin, tewerkgesteld bij een incassobureau, wordt benaderd door zijn lokale gemeenschap om mee te helpen tegen een stel projectontwikkelaars. Deze projectontwikkelaars zijn van plan om een chemische fabriek op het plaatselijke sportterrein te bouwen.

## Rolverdeling
| Acteur          | Personage    |
| --------------- | ------------ |
| Pierce Brosnan  | Taffin       |
| Ray McAnally    | O'Rourke     |
| Alison Doody    | Charlotte    |
| Jeremy Child    | Martin       |
| Dearbhla Molloy | Mevr. Martin |
| Jim Bartley     | Conway       |
| Alan Stanford   | Sprawley     |
| Gerard McSorley | Ed           |
| Dermot Morgan   | Micky Guest  |